# Sak-Lu
Sak-Lu était le neuvième dirigeant de Copán. Il régna de 551 à sa mort en 553.